# Schinkenbrot

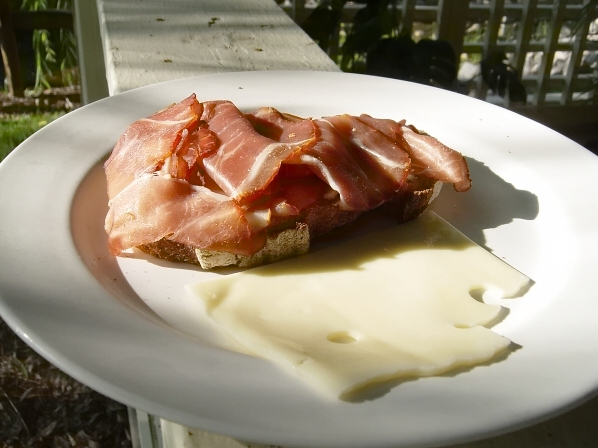
Ein Schinkenbrot (hier mit einer Scheibe Käse als Beilage)

Das Schinkenbrot gehört zu den Butterbroten und bezeichnet ein Brot mit einem Belag aus Butter und Schinken. 
Das Schinkenbrot kann verschiedene Formen haben. Es lässt sich sowohl in der Auswahl des Brotes als auch in der Auswahl des Schinkens unterscheiden. Meistens wird luftgetrockneter oder geräucherter Rohschinken verwendet. Gelegentliche Hinzufügungen sind Salatgurken-, Gewürzgurken- oder Tomatenscheiben oder Käse. Bei Zugabe eines Spiegeleis ist es als Strammer Max bekannt. Anstelle von Rohschinken kann auch Kochschinken aufgelegt werden.
Es gehört – oft auch heute noch – zum Speisenangebot von Gaststätten und Kneipen mit „deutscher Küche“ oder Hausmannskost.
Schinkenbrot ist auch der gleichnamigen Name für eine regionalen Besonderheit, für herzhaft-aromatische Roggenbrot-Sorten aus Roggenvollkornmehl oder Roggenschrotmehl, die üblicherweise keine Schinkenanteile enthalten.
Ebenfalls als Schinkenbrot werden Mehlbrote bezeichnet, welche Schinken bzw. Schinkenwürfel im Teig enthalten.

## Rezeption
In literarischen Werken wird das Schinkenbrot gelegentlich im Zusammenhang mit einer nicht alltäglichen, kräftigen Hausmannskost verwendet; so lässt der Schriftsteller Klaus Mann in seinem Tschaikowsky-Roman Symphonie Pathétique den Baron Buxhövden ein Schinkenbrot für Tschaikowskys Neffen Wladimir zubereiten: „Du mußt an deine Gesundheit denken, Wladi! Iß wenigstens die Hälfte von diesem Brot […].“
Das Schinkenbrot hat auch in die Welt der Komödie Eingang gefunden. Der deutsche Humorist Loriot hat sich dem Thema gleich zweimal gewidmet, nämlich im Sketch Arbeiterinterview (aus: Loriots sauberer Bildschirm, 1976) und anlässlich der Sendung zu seinem 80. Geburtstag (Talkshow mit Schinkenbrot).
Im Lied Eisgekühlter Bommerlunder hat die Band Die Toten Hosen dem Schinkenbrot ein musikalisches Denkmal gesetzt.